# Синайский полуостров
Сина́йский полуо́стров (араб. شبه جزيرة سِينَاء‎, Сина) — полуостров в Красном море, часть территории Египта на границе между Азией и Африкой; территориально относится к Азии. Он расположен между Средиземным морем на севере и Красным морем на юге и является сухопутным мостом между Азией и Африкой. Синай имеет площадь около 60 000 км² (6 % от общей площади Египта) и население около 600 000 человек. В административно-территориальном отношении подавляющая часть Синайского полуострова разделена на две мухафазы: мухафазу Южный Синай и мухафазу Северный Синай.
В классическую эпоху этот регион был известен как Аравия Петрейская. Полуостров получил название Синай в наше время из-за одноимённой горы рядом с монастырём Святой Екатерины, которая упоминается в Библии.
Синайский полуостров был частью Египта со времён первой династии (около 3100 года до н. э.). Это резко контрастирует с регионом к северу от него, Левантом (современные территории Сирии, Ливана, Иордании и Израиля), который, во многом благодаря своему стратегическому геополитическому положению и культурным сходствам, исторически был причиной многих войн между Египтом и различными государствами Месопотамии и Малой Азии. В периоды иностранной оккупации Синай, как и остальная часть Египта, также контролировался иностранными империями, в более поздней истории Османской империей (1517—1867 годы) и Британской империей (1882—1956 годы). Израиль оккупировал Синай во время Суэцкого кризиса (известного в Египте как Трёхсторонняя агрессия из-за одновременного скоординированного нападения Великобритании, Франции и Израиля, хотя в случае с Израилем это был эпизод войны, длящейся с 1948 года) в 1956 году и во время Шестидневной войны 1967 года. 6 октября 1973 года Египет начал войну Судного дня, чтобы вернуть полуостров, которая не увенчалась успехом. В 1982 году, в результате египетско-израильского мирного договора 1979 года, Израиль вывел свои войска со всего Синайского полуострова, за исключением спорной территории Таба, которая была возвращена после решения арбитражной комиссии в 1989 году.
Сегодня Синай стал туристическим направлением благодаря своей природной среде, богатым коралловым рифам и библейской истории.

## Этимология

### Древний Египет
| b | i | N41 · bH | xAst |

| b | i | N41 · bH | xAst |

| xt · x · t | tyw | D12 | m | f · kA | D12 · niwt |

| xt · x · t | tyw | D12 | m | f · kA | D12 · niwt |

Поскольку Синайский полуостров был основным регионом, где в Древнем Египте велась добыча бирюзы, древние египтяне называли его Биау («Горнодобывающая страна») и Хетиу Мафкат («Лестницы из бирюзы»).

### Происхождение нынешнего названия
Название Синай (копт. Ⲥⲓⲛⲁ; ивр. סִינַי‎ [siˈnái]; сир. ܣܝܢܝ, Dsyny), возможно, произошло от имени древнего месопотамского бога луны Сина. Божество луны Син ассоциируется с этой областью, а древнеегипетский бог луны Тот также ассоциируется с Сином, и его поклонение было широко распространено по всей южной оконечности Синайского полуострова.
Еврейская энциклопедия (1901—1906) цитирует раввинский источник, Пирке де рабби Элиэзер VIII-го или IX-го века, который демонстрирует, что название Синай может происходить от библейского еврейского слова сенех (ивр. סֶ֫נֶּה‎). Слово известно только из двух случаев, описанных в Танахе, оба случая относятся к неопалимой купине. Раввин Элиэзер полагает, что гора Хорив получила название Синай только после того, как Бог явился Моисею в виде горящего куста. Роланд де Во пишет, что в христианской традиции полуостров получил название Синай из-за одноимённой горы рядом с монастырем Святой Екатерины.

### Арабское название
Его современное арабское название — араб. سِينَاء‎ (масри سينا Sīna [ˈsiːnæ]). Современное арабское название является заимствованием библейского названия, арабским обозначением Синая в XIX веке было Джебель эль-Тур, название горы происходит от небольшого городка Эт-Тур (ранее назывался «Тур Синай»), это название происходит от арабского обозначения для горы, где пророк Моисей получил Скрижали Завета от Бога, таким образом, эта гора обозначается как Джебель Ат-Тур (араб. ببل الطّور‎), этот город также является столицей мухафазы Южный Синай в Египте. В качестве другого арабского слова, обозначающего «большую массу земли, поднимающейся на вершину горы», является слово Тур.
В дополнение к своему официальному названию, египтяне также называют полуостров Ар-уль-Файруз (масри أرض الفيروز — «земля бирюзы»), от похожего по смыслу названия на егип. t3 mfk3.t, переводится тем же значением «земля бирюзы».

## География

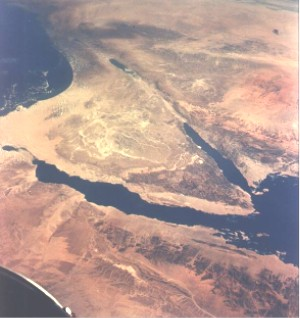
Фото с космического аппарата Джемини-11, на которой изображена часть Египта и Синайский полуостров на переднем плане и Левант на заднем плане.

Синай - это полуостров, имеющий форму клина, заострённого к югу, ограничен с севера побережьем Средиземного моря либо линией, соединяющей северные оконечности Суэцкого залива и залива Акаба; с запада — Суэцким заливом, с востока — заливом Акаба. Поскольку границы полуострова условны, его территория в зависимости от методики определения оценивается в пределах от 25 тыс. до 61 тыс. км². Он связан с Африканским континентом Суэцким перешейком, полосой суши шириной 125 километров. Восточный перешеек, соединяющий его с материковой частью Азии, имеет ширину около 200 километров. Восточный берег полуострова отделяет Аравийскую плиту от Африканской плиты. В основном территория занята пустыней, ближе к югу имеются горы (самая высокая точка это Гора Святой Екатерины, 2637 м) и плоскогорья. На полуострове открыты месторождения нефти, традиционно также добывалась бирюза.
Самая южная его оконечность — национальный парк Рас-Мохаммед.
Большая часть Синайского полуострова разделена между двумя мухафазами Египта: Южный Синай и Северный Синай.
Крупнейшим городом Синая является Эль-Ариш, столица Северного Синая, с населением около 160 000 человек. Другие более крупные населённые пункты включают Шарм-эш-Шейх и Эт-Тур на южном побережье. Внутренний Синай засушлив (фактически пустыня), горист и малонаселён, крупнейшими населёнными пунктами являются город Святой Екатерины и Нахль. Наиболее заметным оазисом является Фейран.

## Климат
Климат практически всего Синайского полуострова является тропическим пустынным, за исключением северной части, примыкающей к Средиземному морю, где характерен средиземноморский климат. Климат повсеместно очень засушливый, особенно юг полуострова, который закрыт горами от поступления редких циклонов с севера, и где в отдельные годы осадков не бывает вовсе, а в год в среднем выпадают считанные миллиметры, как в Шарм-эш-Шейхе. Летние температуры очень высокие, как правило, достигают +40 °C и более в тени, зимние температуры более низкие, в пустынях нередки ночные заморозки. Юг полуострова, обогреваемый Красным морем, обладает наиболее тёплыми зимами.

## История
Серабит эль-Хадим — свидетельство того, что Синай был одинаково гостеприимным домом как для древних египтян, так и для других народов. На Синайском полуострове были найдены образцы письменности набатеев, протосинайской письменности. В Долине Арада встречаются Навамис — захоронения бронзового века, сходные с дольменами.

### Медный век
Пещера с изображениями людей и животных, обнаруженная примерно в 30 километрах к северу от горы Катерин в январе 2020 года, относится к периоду медного века, примерно 5-4 тысячелетия до н. э.

### Древний Египет
Со времен Первой династии или раньше египтяне добывали бирюзу на Синае в двух местах, которые теперь называются их египетскими арабскими названиями Вади Магара и Серабит Эль-Хадим. Шахты работали с перерывами и на сезонной основе в течение тысяч лет. Современные попытки эксплуатации месторождений оказались нерентабельными. Возможно, это первые исторически засвидетельствованные примеры горной добычи. Крепость Тьяру на западном Синае была местом ссылки египетских преступников. Путь Хора соединял его через северный Синай с древним Ханааном.

### Персидский период в эпоху Ахеменидов
В эпоху правления персидского царя Дария I Великого (521—486 годы до н. э.) Синай был частью персидской провинции Заречье, что означает «за рекой Евфрат».
Камбис II со своей армией успешно преодолел враждебную Синайскую пустыню, традиционно первую и самую сильную линию обороны Египта, и победил армию египтян под командованием Псамметиха III, сына и преемника фараона Амасиса II, в битве при Пелузии. Египтяне отступили в Мемфис; город перешёл под контроль персов, а фараона увезли в плен в Сузы в Персии.

### Римский период

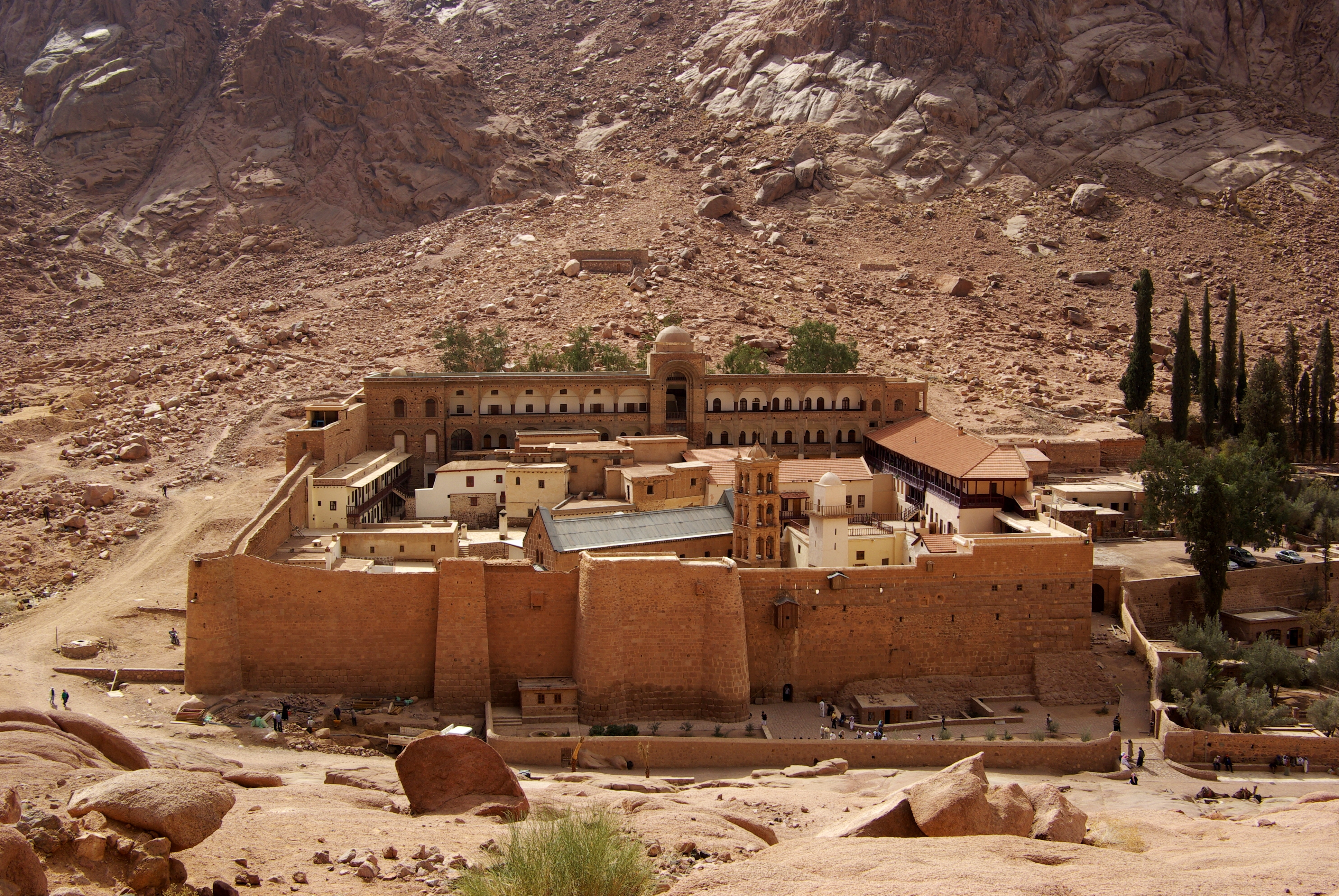
Монастырь Святой Екатерины — старейший действующий христианский монастырь в мире и самая популярная туристическая достопримечательность полуострова.

Город Ринокорура (копт. Ϩⲣⲓⲛⲟⲕⲟⲣⲟⲩⲣⲁ, греч. Ῥινοκόρουρα — «Отрезанные носы») и одноимённый регион вокруг него использовались Египтом эпохи Птолемеев в качестве места ссылки преступников, сегодня этот город известен как Эль-Ариш.
После смерти последнего набатейского царя Раббэля II Сотера в 106 году римский император Траян практически не встретил сопротивления и завоевал государство 22 марта 106 года. С этим завоеванием Римская империя стала контролировать все берега Средиземного моря. Синайский полуостров стал частью римской провинции Аравия Петрейская.
На Синайском полуострове, у подножия горы Синай, расположен православный Монастырь Святой Екатерины, который был построен по приказу императора Юстиниана между 527 и 565 годами. Большая часть Синайского полуострова вошла в состав провинции Палестина Салютарис в VI веке.

### Период Айюбидов
Во время крестовых походов он находился под контролем халифата Фатимидов. Позже султан Саладин ликвидировал халифат Фатимидов в Египте и взял этот регион под свой контроль. Это был стратегический путь из Каира в Дамаск во время крестовых походов. И чтобы обезопасить этот маршрут, он построил цитадель на острове Фараон (недалеко от нынешней Табы), известную под именем «Цитадель Саладина».

### Мамлюкский и османский периоды

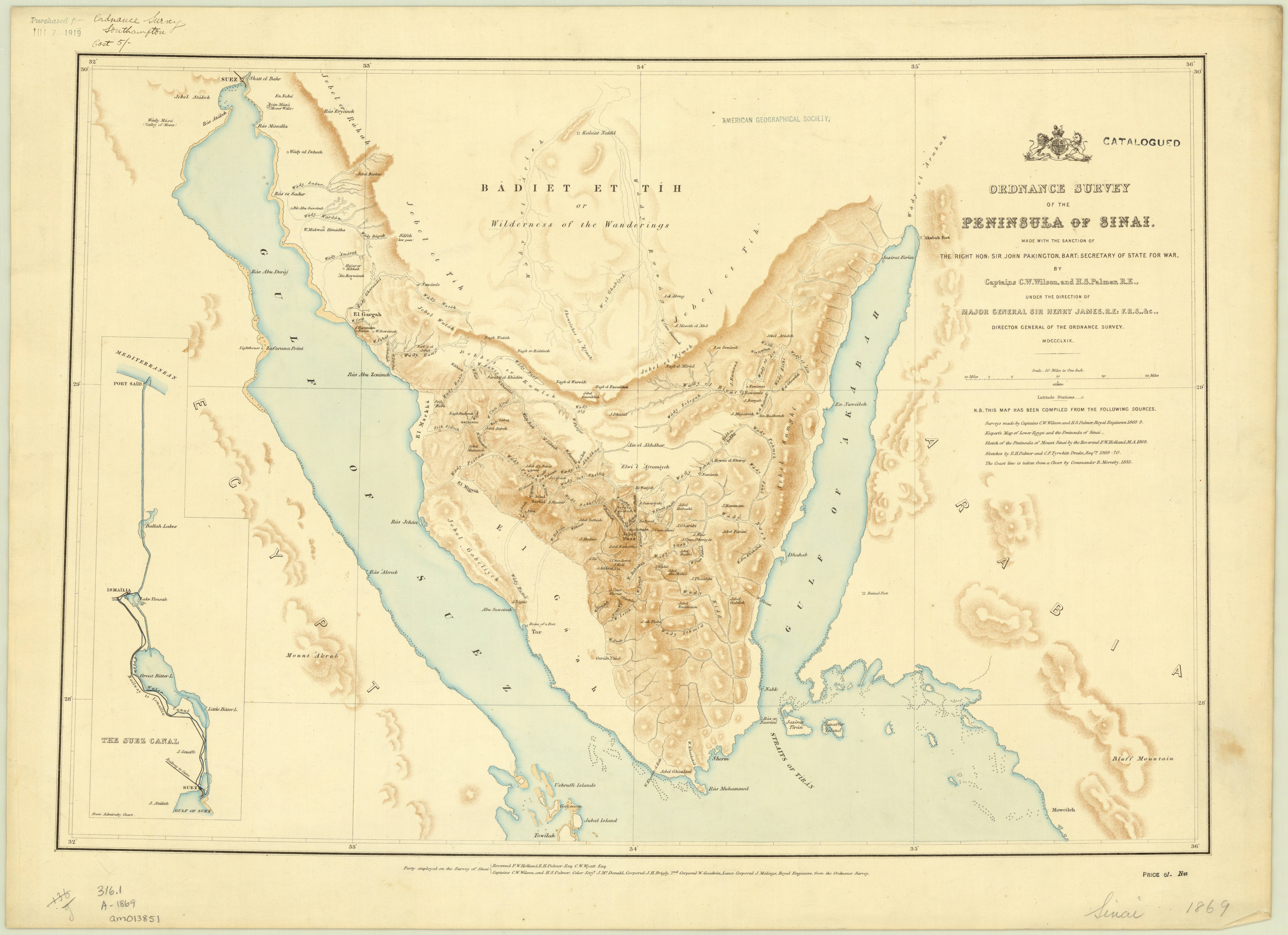
Первая научно точная карта полуострова: топографическая съёмка Синайского полуострова 1869 года.

Полуостров управлялся как часть Египта при Мамлюкском султанате Египта с 1260 по 1517 год, когда османский султан Селим I разгромил египтян в битвах на Дабикском поле и при Ридании и включил Египет в состав Османской империи. С тех пор и до 1906 года Синай находился в ведении османского провинциального правительства Египетского эялета, даже после установления правления династии Мухаммеда Али над остальной частью Египта в 1805 году.

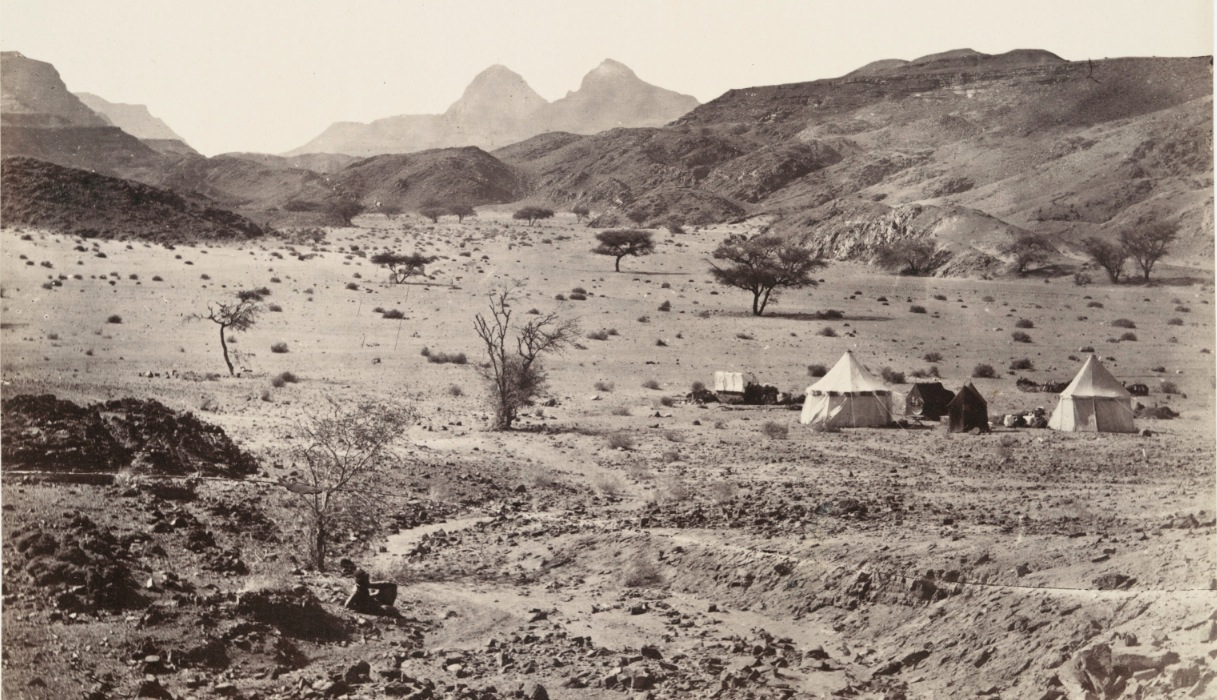
Синайская пустыня, 1862 год.

### Британский контроль
В 1906 году османская Порта официально передала управление Синаем Египетскому хедивату, что, по сути, означало, что он перешел под контроль Британской империи, которая оккупировала и в значительной степени контролировала Египет со времён англо-египетской войны 1882 года. Тогда же была проведена восточная граница территории, остающаяся до сих пор границей между Египтом и Израилем, которая проходит почти по прямой линии от Рафаха на берегу Средиземного моря до Табы в заливе Акаба.

### Израильское правление
В 1948 году египетская армия через Синай вторглась в Израиль, но нападение было отбито.
В 1956 году Египет национализировал Суэцкий канал, водный путь, отмечающий границу между египетской территорией в Африке и Синайским полуостровом. После этого израильским судам было запрещено пользоваться каналом из-за состояния войны между двумя государствами. Египет также запретил судам использовать египетские территориальные воды на восточной стороне полуострова для поездок в Израиль и обратно, фактически установив блокаду израильского порта Эйлат. В октябре 1956 года, в ходе Синайского кризиса, войска Армии обороны Израиля при содействии Соединённого Королевства и Франции (которые стремились отменить национализацию и восстановить контроль над Суэцким каналом) вторглись на Синай и оккупировали большую часть полуострова в течение нескольких дней. В марте 1957 года Израиль и его союзники были вынуждены вывести свои войска с Синая под сильным давлением США и СССР. После этого Чрезвычайные вооружённые силы ООН (ЧВС ООН) были размещены на Синае для предотвращения любого дальнейшего конфликта.
16 мая 1967 года Египет приказал ЧВС ООН покинуть Синай и вновь оккупировал его в военном отношении. Генеральный секретарь У Тан в конце концов подчинился и приказал вывести войска без разрешения Совета Безопасности ООН. В ходе Шестидневной войны, которая разразилась вскоре после этого, Израиль оккупировал весь Синайский полуостров и сектор Газа, бывший частью Египта. Суэцкий канал, восточный берег которого теперь был оккупирован Израилем, был закрыт. Израиль стал прилагать усилия по созданию крупномасштабных израильских поселений на Синайском полуострове.

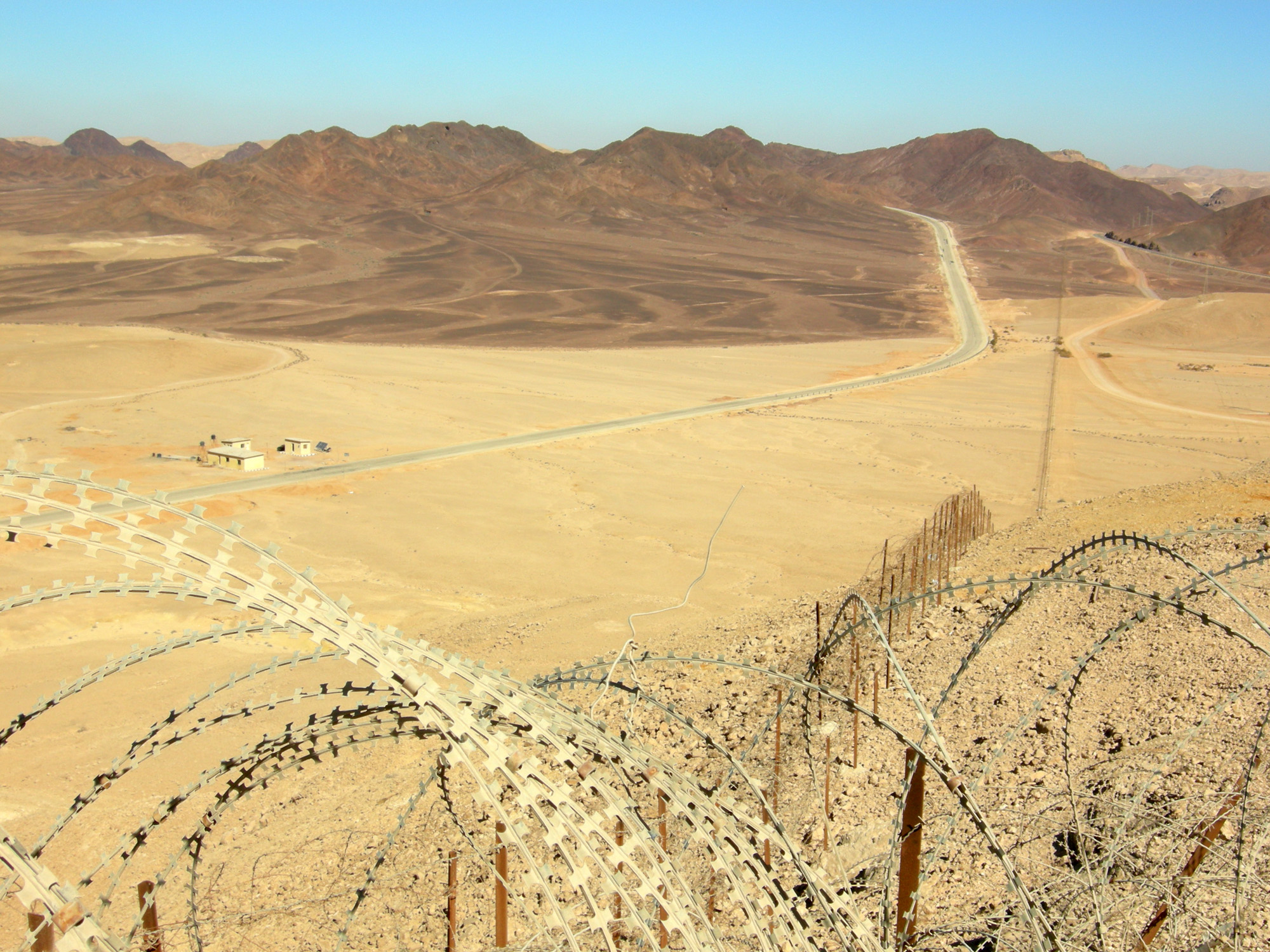
Египетско-израильская граница севернее Эйлата (Египет слева, Израиль справа).

После израильского завоевания Синая Египет начал Войну на истощение (1967—1970 годы), направленную на то, чтобы заставить Израиль покинуть Синай. В ходе войны в зоне Суэцкого канала произошёл затяжной конфликт, варьировавшийся от ограниченных до крупномасштабных боевых действий. Обстрел Израилем городов Порт-Саид, Исмаилия и Суэц на западном берегу канала привёл к большим жертвам среди гражданского населения (включая фактическое разрушение Суэца) и способствовал бегству 700 000 египтян в глубь страны. В конечном счёте война завершилась в 1970 году без каких-либо изменений на линии фронта.
6 октября 1973 года Египет начал операцию «Бадр» по возвращению Синая, в то время как Сирия начала одновременно другую военную операцию по возвращению Голанских высот, тем самым начав войну Судного дня (известную в Египте как Октябрьская война). Египетские инженерные войска построили понтонные мосты для пересечения Суэцкого канала и штурмовали линию Бар-Лева, цепь укреплений Израиля вдоль восточного берега Суэцкого канала. Хотя египтяне сохраняли контроль над большей частью восточного берега Суэцкого канала, на более поздних этапах войны израильские военные пересекли южную часть Суэцкого канала, отрезав египетскую 3-ю армию, и заняли участок западного берега Суэцкого канала. Война закончилась после взаимно согласованного прекращения огня. После войны, в рамках последующих соглашений о разъединении на Синае, Израиль отвёл войска от непосредственной близости к Суэцкому каналу, а Египет согласился разрешить проход израильских судов. Канал был вновь открыт в 1975 году, когда президент Анвар Садат провёл первый конвой судов через канал на борту эсминца ВМС Египта.

### 1979—1982 — уход Израиля
В 1979 году Египет и Израиль подписали мирный договор, по которому Израиль согласился уйти со всей территории Синайского полуострова. Впоследствии Израиль вывел войска в несколько этапов, закончившихся весной 1982 года. Вывод израильских войск включал демонтаж почти всех израильских поселений, включая поселение Ямит на северо-востоке Синая. Исключением было то, что прибрежный город Шарм-эш-Шейх (который израильтяне первоначально основали под названием Офира во время оккупации Синайского полуострова) не был демонтирован. Договор позволяет осуществлять мониторинг Синая многонациональными силами и наблюдателями и ограничивает численность египетских вооружённых сил на полуострове.

#### Синайские миротворческие зоны

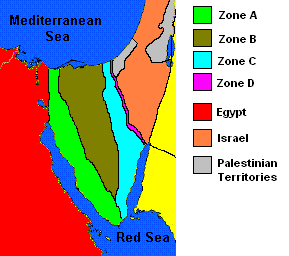
Зоны безопасности Синайского полуострова, которые разграничивают Египет, Израиль и зону операций многонациональных сил и наблюдателей.

Статья 2 Приложения I к мирному договору предусматривала разделение Синайского полуострова на зоны. В пределах этих зон Египту и Израилю была разрешена разная степень наращивания военной мощи:
- Зона А: Между Суэцким каналом и линией А. Египту разрешено размещать мотопехотную дивизию общей численностью 22 000 военнослужащих в зоне А.
- Зона B: Между линией А и линией B. Египетским батальонам пограничной безопасности разрешено оказывать поддержку гражданской полиции в зоне B.
- Зона C: Между линией B и египетско-израильской границей. Только многонациональные силы и египетская гражданская полиция допускаются в зону C.
- Зона D: Между египетско-израильской границей и линией D. Израилю разрешено размещать четыре пехотных батальона в зоне D.

### Проблемы безопасности начала XXI века
С начала 2000-х годов Синай стал местом нескольких террористических нападений на туристов, большинство из которых являются египтянами. После Египетской революции 2011 года на полуострове активизировались исламистские боевики, в 2012 году произошло нападение на египетско-израильскую границу, в результате которого боевики убили 16 египетских солдат (см. Конфликт на Синае).
Также участились случаи похищения беженцев. По словам Мерона Эстифаноса, эритрейских беженцев часто похищают бедуины на севере Синая, их пытают, насилуют, продают в рабство или отпускают только после получения крупного выкупа.
В 2015 году, 31 октября, самолёт авиакомпании «Когалымавиа» (торговая марка «Metrojet»), летевший рейсом 9268 «Шарм-эш-Шейх (а/п Шарм-эш-Шейх) — Санкт-Петербург (а/п Пулково)», потерпел катастрофу над Синаем. Погибло 224 человека.
Президент Египта Абдул-Фаттах Халил Ас-Сиси проводит строгую политику контроля границы с сектором Газа, включая демонтаж туннелей между Газой и Синаем. Для улучшения безопасности туристов, вокруг Шарм-эш-Шейха стали возводить бетонную стену, со сторожевыми башнями, теперь попасть в город можно только через строго охраняемые ворота.

## Синай в Библии
Около 1800 года до н. э., когда Египет был оккупирован гиксосами, пророк Авраам женился на своей рабыне египтянке Агарь, которая родила от Авраама Измаила. Сам Измаил был изгнан вместе со своей матерью в пустыню Фаран, где он и вырос, его потомками являются арабы-аднаниты, от праотца Аднана, который является одним из предков, непосредственно связанных с исламским пророком Мухаммедом.
В 1213 году до н. э. потомки Иакова покинули Египет вместе с пророком Моисеем через Синай и отправились в Мидиан, дом жены его и её семьи, который в настоящее время является самой южной точкой Синайского полуострова, считается, что он расположен на западном побережье залива Акаба в районе между Табой и Дахабом. Когда Моисей шёл в этом направлении, он дошёл до горы Синай, где им были получены Десять заповедей. В течение года израильтяне жили у горы Синай. Народ Израиля не откликнулся на призыв войти в землю обетованную (Ханаан), поэтому гнев Господний обрушился на них, и Господь запретил им входить в обещанную землю в течение сорока лет, позволив им скитаться по пустыне, в том числе по Синаю. Моисей и его брат Аарон умерли на Синае во время периода странствий, причём Аарон умер первым и, по одному из предположений, был похоронен на горе под названием Хор на Синае; затем умер и сам Моисей, могила же его неизвестна и по сей день.
Согласно Евангелию, бегство в Египет святого семейства происходило через Синайский полуостров, во время которого, согласно апокрифическим историям, происходило множество чудес.

## Демография

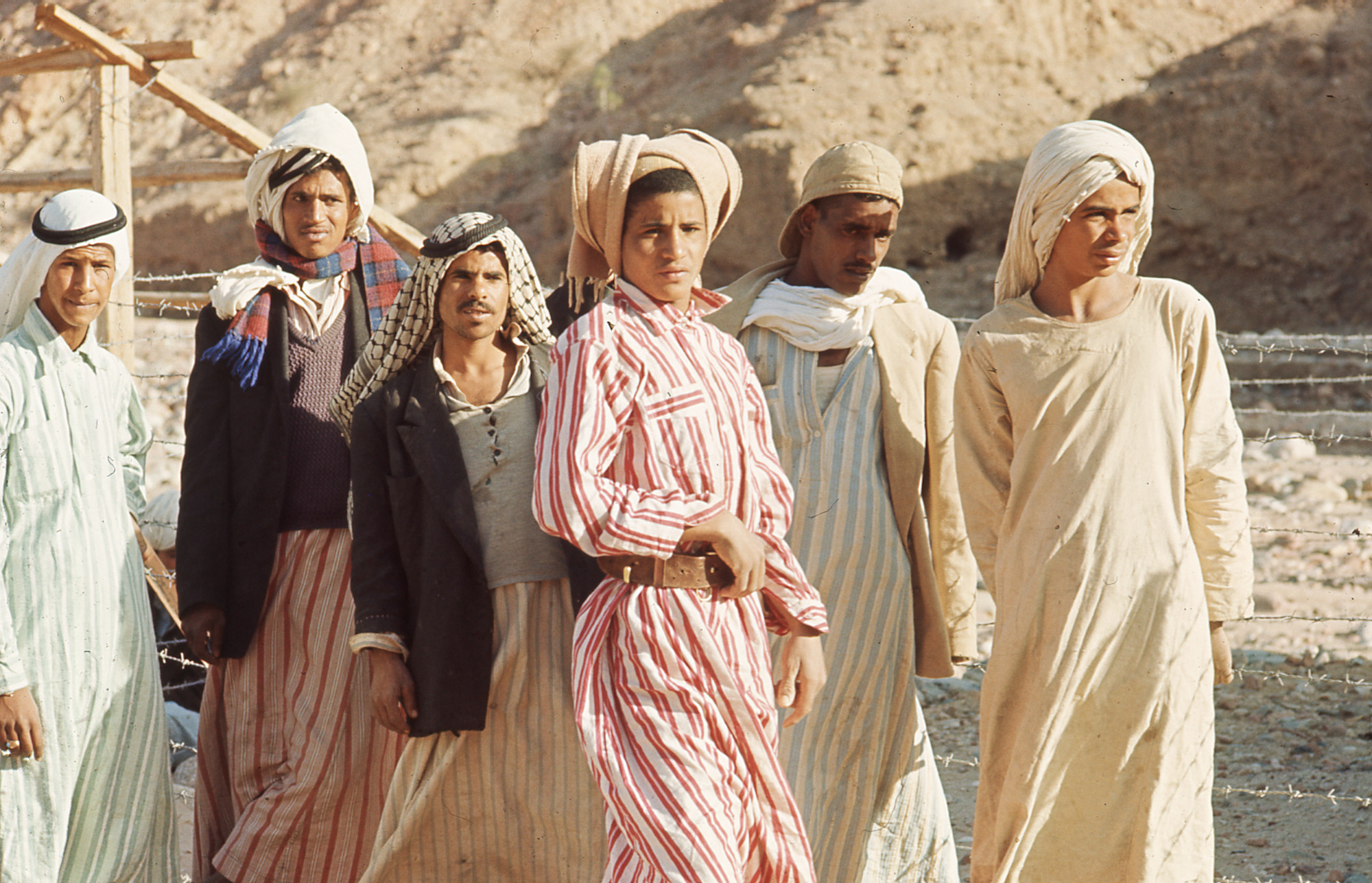
Бедуины на Синайском полуострове, 1967 год.

Общая численность населения двух мухафаз Северного и Южного Синая составляет 597 000 человек (январь 2013 года). Эта цифра возрастает до 1 400 000 за счёт включения небольшой западной части Синая, частей мухафаз Порт-Саид, Исмаилия и Суэц, расположенных к востоку от Суэцкого канала. Только в Порт-Саиде проживает примерно 500 000 человек (январь 2013 года). Часть населения Исмаилии и Суэца проживает на западном Синае, в то время как остальные проживают на западной стороне Суэцкого канала.
Население Синая в основном состояло из бедуинов, живущих в пустыне, с их традиционной культурой. Всего на Синае проживает около 30 бедуинских племён, половина из которых постоянно враждует друг с другом, основные племена бедуинов включают в себя племена: тарабин, мзейна, джебалия (проживающие в районе горы Синай и города Сант-Катрин), саварка, ремейлат, масаид, байядийя, давагхра, тийяха, ахайяват, азазма, алйака, авлад, саид и другие.

## Экономика

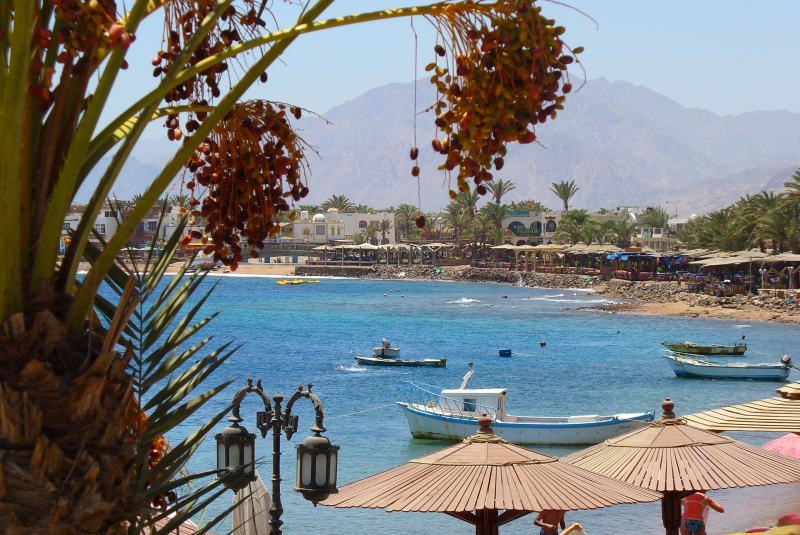
Дахаб на юге Синая — популярный пляжный и дайвинг-курорт.

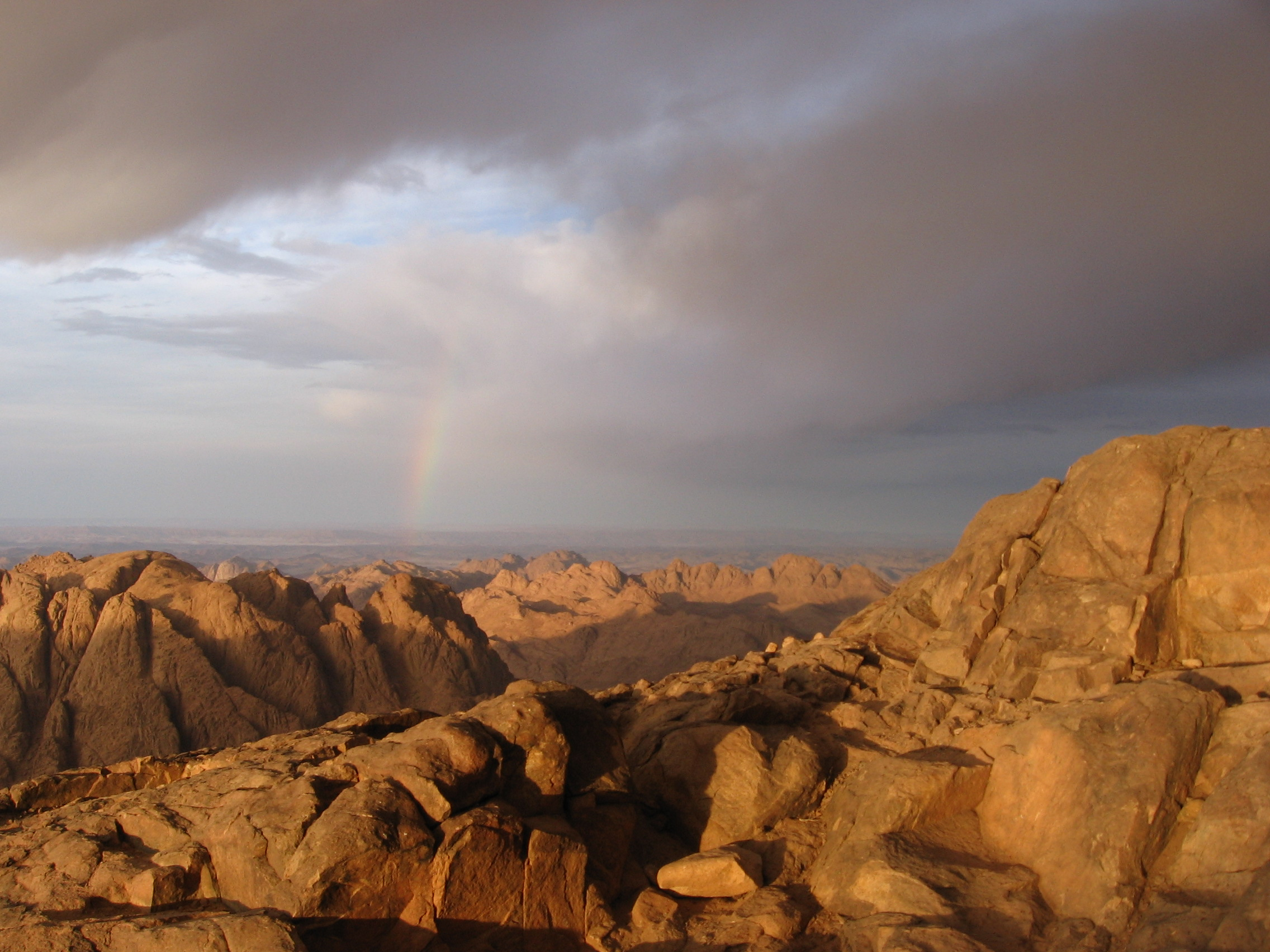
Гора Синай.

После израильско-египетского мирного договора живописные места Синая (включая коралловые рифы у побережья) и религиозные сооружения стали важными точками для индустрии туризма. Самым популярным туристическим направлением на Синае являются гора Синай и монастырь Святой Екатерины, который считается старейшим действующим христианским монастырем в мире, а также пляжные курорты города Шарм-эш-Шейх, Дахаб, Нувейба и Таба. Большинство туристов прибывают в международный аэропорт Шарм-эш-Шейха через Эйлат, Израиль и пограничный переход Таба, по дороге из Каира или на пароме из Акабы в Иордании.
Кактусы — особенно опунция — выращиваются на Синае. Они являются плодом Колумбова обмена. Живые изгороди из кактусов — как намеренно посаженные, так и дикие садовые побеги — составляли важную часть оборонительных позиций во время кампании на Синае во время Первой мировой войны.
Здесь можно выпасать верблюдов.

## Исход анатомически современных людей из Африки
Согласно гипотезе британского педиатра С. Оппенгеймера, около 120 тысяч лет назад (во время Микулинского межледниковья) Homo sapiens совершил исход из Африки через Синайский полуостров в район Леванта, но эти представители анатомически современных людей полностью вымерли там во время следующего ледникового периода, а все неафриканские народы произошли от нескольких сот человек, форсировавших Баб-эль-Мандебский пролив около 80 тысяч лет назад, часть которых около 50 тысяч лет назад вернулась в Северную Африку через Синай. По версии учёных из Тюбингенского университета (Германия), первая волна людей современного типа, ставшая предковой австралийских аборигенов, папуасов и меланезийцев, форсировала Баб-эль-Мандебский пролив около 130 тысяч лет назад, а другие азиатские популяции являются потомками второй волны Homo sapiens, вышедшей из Африки к северу от Красного моря около 50 тысяч лет назад.